# Vlado Kristl
Ladislav « Vlado » Kristl (24 janvier 1923 à Zagreb, Yougoslavie (7 juillet 2004 à Munich, Allemagne) est un peintre, poète et réalisateur de film yougoslave. Il a notamment travaillé en Croatie, en France et en Allemagne.

## Biographie
Né à Zagreb en 1923 dans une famille aristocrate, Vlado Kristl part rejoindre les Partisans dès 1941 où il se fait connaître en tant que dessinateur de caricatures anti-fascistes. Après la guerre, dans les années 1950, il commence une carrière de peintre. Avec les artistes du Groupe EXAT 51 (sh), il est l’un des pionniers de l’abstraction géométrique, en opposition au réalisme socialiste qui domine alors dans l’art de l’espace culturel yougoslave. Par la suite, il commence à publier des livres de poésie et devient membre de l'Zagreb School of Animated Films ;École des Films d'animation de Zagreb (en), où il réalise plusieurs films d’animation remarqués. Le grand succès de son film Don Quichote lui apporte une notoriété mondiale.
À la suite de la censure de son court métrage Le Général et l’homme réel et voyant son art incompris, Vlado Kristl, refusant tout compromis, quitte la Yougoslavie en 1963, pour s’installer en Allemagne (Munich, Hambourg) et en France (Fanjeaux). En Allemagne, il est considéré comme un « génie » du Nouveau cinéma allemand et son œuvre compte plus d’une trentaine de films expérimentaux, dont des courts et longs métrages, et des films d’animation. Il est très respecté dans des milieux du cinéma et dans certains cercles anarchistes, mais aussi par ses étudiants à l’Ecole supérieure d’arts visuels (HFBK) à Hambourg, où il enseigne de 1979 à 1996. Il écrit de la prose et de la poésie en allemand et il publie en auto-édition ou chez ses éditeurs fidèles.
À partir de 1965, il retourne au dessin et à la peinture, et s’y consacre entièrement jusqu’à la fin de sa vie, en réalisant surtout des huiles sur toiles et des huiles sur lithographies. D’apparence classique et figurative, les peintures de Kristl se distinguent pourtant de toute représentation formellement reconnaissable, il peint sans la moindre ambition marchande et sans chercher de promotion, au contraire : par son expression inconditionnelle et très personnelle, il rejette toute appartenance collective. L’écriture et la peinture deviennent ses principaux moyens de communication. Ses œuvres trouvent leur force dans son regard critique qui imprègne ses peintures et ses mots, avec le langage caractéristique de Vlado Kristl : à la fois classique et d’avant-garde, intrigante et provocante, lucide et humoristique, libre et introvertie. Il décède à Munich en 2004. Il laisse en héritage une peinture riche, complexe et controversée, aujourd’hui dispersée à plusieurs endroits de l’Europe, qui n’a été montrée et valorisée que partiellement jusqu’à présent.

## Filmographie
Liste, :
- Kradja dragulja / Der Juwelenraub (film d'animation), Yougoslavie, 1959 (9 min)
- Šagrenska Koža / La Peau de chagrin (film d'animation), Yougoslavie, 1960 (10 min)
- Don Kihot / Don Quichotte)) (film d'animation), Yougoslavie, 1960 (10 min)
- General i resni človec / Le Général et l'homme réel, Yougoslavie, 1962 (12 min)
- Arme Leute / Les gens pauvres, RFA, 1963 (8 min)
- Madeleine, Madeleine, RFA, 1963 (11 min)
- Der Damm / Le barrage, RFA, 1964 (80 min)
- Autorennen / La course de voitures, RFA, 1965 (10 min)
- Maulwürfe / Les taupes, RFA, 1965 (9 min)
- Der Brief / La lettre, RFA, 1966 (83 min)
- Prometheus (film d'animation) -  RFA 1966 (10 min)
- Die Utopen / Les Utopistes (film d'animation), RFA, 1967 (10 min)
- Sekundenfilme / Les films de quelques secondes (TV), RFA, 1968 (19 min)
- 100 Blatt Schreibblock / 100 feuilles de bloc-notes, RFA, 1968 (26 min)
- Italienisches Capriccio / Capriccio italien, RFA, 1969 (28 min)
- FilmoderMacht / Un film pour l'anarchie, RFA, 1970 (110 min)[4]
- Obrigkeitsfilm / Le film du pouvoir, RFA, 1971 (86 min)
- Berlinale, RFA, 1971 (20 min)
- Tigerkäfig / La cage du tigre, RFA, 1971 (14 min)
- Die Dächer der Ruinen / Le toit des ruines, RFA, 1971 (court métrage)
- Akademismus / l'Académisme, RFA, 1972 (Kurzfilm)
- Literaturverfilmung / La littérature sous forme de film (TV), RFA, 1973 (10 min)
- Horizonte / Horizons (TV), RFA, 1973 (8 min)
- Kollektivfilm / Un film collectif, RFA, 1974 (18 min)
- Diese Gedichte: Tod der Hierarchie / Ces poèmes : la mort de la hiérarchie, RFA, 1975 (57 min)
- Sekundenbilder / Fragments d'images, RFA, 1976 (26 min)
- Verräter des jungen deutschen Films schlafen nicht! / Les traitres du nouveau film allemand ne dorment pas ! (film d'animation), RFA, 1982 (6 min)
- Tod dem Zuschauer / La mort du spectateur (film d'animation), RFA, 1983 (95 min)
- Zeichnungen / Dessins (film d'animation), RFA, 1985
- Am Wegende, am Bach, mit Susanne oder: Die Postmderne, das Ende des Funktionalismus und das der faschistischen Logik / A la fin du chemin, au bord du ruisseau, avec Susanne ou : postmodernisme, la fin du fonctionnalisme et de la logique fasciste (film d'animation), RFA, 1987 (15 min)
- Tod des Beamten / La mort du fonctionnaire, Allemagne, 1990 (15 min)
- Die Schule der Postmoderne / L'école du postmoderne, Allemagne, 1990 (15 min)
- Elektromobil, Allemagne, 1991 (29 min)
- Partei der Intelligenz / Le parti de l'intelligence, Allemagne, 1992
- Die Gnade nichts zu sein / La grâce d'être rien, Allemagne, 1993-97 (84 min)
- Die Hälfte des Reichtums für die Hälfte der Schönheit / La moitié de la richesse pour la moitié de la beauté (film d'animation), Allemagne, 1994 (9 min)
- Als man noch aus persönlichen Gründen gelebt hat / Quand on a encore vécu pour des raisons personnelles, Allemagne, 1996 (6 min)
- Der letzte Klon / Le dernier clone (film d'animation), Allemagne, 1998 (6 min)
- Drei faule Schweine / Trois cochons paresseux, Allemagne, 2000 (7 min)
- Kunst ist nur außerhalb der Menschengesellschaft / L'art se passe uniquement hors de l'humanité, Allemagne, 2002 (9 min)
- Weltkongress der Obdachlosen / Le congrès mondial des sans-abris, Allemagne, 2004 (4 min)

## Expositions et rétrospectives
- 2003 : Rétrospective « Vlado Kristl » à la Cinémathèque de Munich. Du 9. septembre au 7. octobre 2003.
- 2007 : Exposition « Vlado Kristl avant l'exil (l'Œuvre entre 1943 et 1963 » au Pavillon de l'art, Zagreb, organisé par le Musée d'art contemporain de Zagreb (MSU). Du 25 janvier au 18 février 2007.
- 2010 : Exposition « Vlado Kristl » au Musée d'Art moderne et contemporain de Rijeka. Commissaire de l’exposition : Jerica Ziherl. Du 16.12.2010 au 6 février 2011.
- 2012 : Rétrospective de films au Centre Pompidou. Les films suivants sont montrés : « La peau de chagrin », « Le Général et l’homme réel » « Film oder Macht ». Cette projection a été réalisée dans le cadre de la programmation du film expérimental faisant partie du festival « Croatie la voici », sous la direction de Philippe-Alain Michaud et en coopération avec les ministères de la culture croate et français. Du 12 au 17 octobre 2012. Le Centre Pompidou possède une sélection de films de Vlado Kristl dans sa collection.
- 2014 : Rétrospective de films de Vlado Kristl : « Death to the Audience » au Département du film de la Tate Modern, sous la direction de Chris Dercon, commissaire George Clarke avec le soutien de l’Institut-Goethe de Londres et le Musée de film de Munich. Du 7 au 14 novembre 2014[5],[6].
- 2020 : Exposition « Madeleine, Madeleine » à la Cité internationale des arts avec des peintures, poésies et rétrospective de ses films. Commissaire de l’exposition : Jerica Ziherl. Du 14 au 29 février 2020.

## Publications
- Harlekin. Drama in 4 Akten, Zagreb, 1953.
- Neznatna lirika (Une lyrique insignifiante), avec une préface de Jure Kaštelan (en), auto-édition, Zagreb 1959.
- Pet bijelih stepenica (Cinq marches blanches), Zagreb, auto-édition, 1961 ; Zagreb, Édition d'art Petikat, 2009.
- « General i pravi čovjek (General und der ernste Mensch) », dans la revue de cinéma Simplicissimus, Munich, 1962.
- Geschäfte, die es nicht gibt, Munich, Édition Längsfeld, 1966.
- Komödien, Berlin, Édition Kinema Verlag, 1968.
- Mundmaschine, Munich, Édition UnVerlag, 1969.
- « Vorworte », dans Zeitschrift für unbrauchbare, Munich, Texte, 1970/1971.
- « Antrag auf Förderung eines Films » (1971) in : Hans Helmut Prinzler, Eric Rentschler (dir.) : Der alte Film war tot. 100 Texte zum westdeutschen Film 1962–1987, Frankfort-sur-le-Main, Filmverlag der Autoren, 2001.
- Sekundenfilme, Frankfort-sur-le-Main, Suhrkamp Verlag, 1971.
- Kultur der Anarchie, Frankfort-sur-le-Main, Kommunales Kino, 1975.
- « Unerlaubte Schönheit », In: Filmkritik, vol. 233, mai 1976. Vidéo-théâtre, Berlin, Deutsche Kinemathek, 1977.
- Körper des Unrechts, Munich, Édition S.A.U., 1979.
- Hamburg 1980, Hambourg, Édition Michael Kellner, 1980.
- Revolution 1941–1980 I, tomes 1 et 2, Hambourg, 1980.
- Fremdenheft oder vom Glück unter Eingebildeten zu Sein, Hambourg, auto-édition, 1981.
- Techniken die Kunst machen, Kiel, auto-édition, 1981.
- Titel und Würden, Hambourg, Édition Michael Kellner, 1983.
- Zeichnung, vol. 1, Hambourg, DM Édition, 1984.
- Revolution II. Band, mit Angehängtem I, vol. 1, Hambourg, DM Édition, 1984.
- Als man noch aus Persönlichen Gründen gelebt hat. 1, Hambourg, DM Édition, 1986.
- Die Postmoderne. 1, Hambourg, DM Édition, 1987.
- Die Intelligenz, Höchst, Haus Höchster Schlossplatz 1, 1990.
- Die Sonne, Höchst, Haus Höchster Schlossplatz 1, 1990.
- Oste, Sarrebruck, Saarländisches Künstlerhaus, 1992.
- Der gelernte, diplomierte und promovierte Autodidakt, Sarrebruck, Édition Saarländisches Künstlerhaus, 1996.
- Gedichte für Freunde, Fanjeaux, Édition Kristl Kristl & Strandfilm, 2000.
- Land der Kunst, Ungeliebtes Land/ Demokratie im 21. Jahrhundert / Das unnatürliche Ziel, Munich, auto-édition, 2002.
- Menschenfeind, Munich, auto-édition, 2003.
- Ende der Ordnung (Model für das Künstlerbuch, München 2004), Zagreb, DAF, 2007.
- Vlado Kristl (poèmes des recueils Une lyrique insignifiante, Zagreb, 1959, et Cinq marches blanches, Zagreb, 1961). Publications bilingue français - croate, traduit par Martina Kramer, Édition L'Ollave, Vaucluse 2020.

## Distinctions
- 1962 : Grand Prix au Festival du court métrage d'Oberhausen pour Don Kihot (Don Quichotte) comme meilleur film d'animation
- 1964 : 
  - Prix Radio-Télévision Belge pour Madeleine, Madeleine au Experimental Filmtage Knokke
  - Premier Prix au Festival d'Oberhausen pour Madeleine, Madeleine comme meilleur court métrage
- 1965 : Prix Carl Mayer-Drehbuchpreis de la ville de Graz, Autriche, pour Der Brief (La lettre)
- 1966 : Premier prix du Festival d'Oberhausen pour Prometheus comme meilleur film d'animation
- 1969 : Filmdukaten, Festival international du film de Mannheim pour Italienisches Capriccio (Caprice italien)
- 2003 : Prix d'honneur, Festival du film de Munich

### Filmographie
- (de) Kurt Benning, Vlado Kristl Portrait, Allemagne, 2003 (60 minutes).
- (de) Gabriele Schwark, Dieter Reifarth, Vlado, Vlado, 35mm, Allemagne, 2003 (5 min).
- (hr) Ana Marija Habja, Danko Volarić, Kristl (TV), Croatie, 2004 (50 min).
- (de) Johanna Pauline Maier, Markus Nechleba, Vlado Kristl - Ich bin ein Mensch-Versuch, Allemagne, 2006 (87 min) (présentation en ligne).
- (fr) Matthieu Frison, Vlado Kristl, un portrait d'artiste (TV), série « Courant d'art » (France 2), France, 2014 (15 min).